# SCG 004
La SCG 004S est une supercar conçue par le constructeur automobile américain Scuderia Cameron Glickenhaus qui devrait être produite à partir d'octobre 2020. Elle est le second modèle du constructeur après la 003S de 2017.

## Présentation
La SCG 004S est dévoilée par la Scuderia Cameron Glickenhaus en novembre 2017. En août 2020, le constructeur présente la version de série de la 004S et annonce le lancement de la production pour octobre 2020 dans l'usine du Connecticut aux États-Unis[réf. nécessaire].
La 004S adopte un design rétro rappelant d'anciennes supercars telles la Maserati MC12 de 2004 ou la Ferrari P4/5 conçue par Pininfarina pour James Glickenhaus en 2006. Elle présente comme particularité la disposition de trois passagers avec le siège du pilote en position centrale comme la McLaren F1 ou la récente Gordon Murray Automotive T.50.

## Caractéristiques techniques
La supercar est homologuée pour la route et développée sur la base d’une voiture de course qui participe aux 24 heures du Nürburgring 2020.

### Motorisation
|                            | SCG 004S                       |
| -------------------------- | ------------------------------ |
| Moteur                     | 8 cylindres en V               |
| Cylindrée (cm3)            | 5 000                          |
| Alimentation               | Turbocompressé                 |
| Puissance maximale ch (kW) | 650 (478)                      |
| au régime de (tr/min)      |                                |
| Couple maximal (N m)       | 720                            |
| au régime de (tr/min)      |                                |
| Boîte de vitesses          | Manuelle à 6 rapports Graziano |
| Transmission               | Aux roues arrière (propulsion) |
| Vitesse maximale (en km/h) |                                |
| 0-100 km/h (en s)          |                                |
| Consommation (en L/100 km) |                                |
| Masse à vide (kg)          | 1 179                          |
| Émissions de CO2 (en g/km) |                                |